# Jogo de dentro
Jogo de dentro ou jogo de baixo é uma prática da capoeira que consiste em uma grande aproximação dos jogadores e com frequência golpes no nível próximo ao chão, sem envolver movimentações no plano alto. Trata-se de uma prática mais associada à capoeira angola e envolve uma aceleração do ritmo dos toques do berimbau. Se trata de um momento na capoeira em que os adversários estão resguardados pela grande proximidade entre si, mas que só pode existir a partir de uma relação de confiança estabelecida. No entanto, esta confiança não é absoluta e cada jogador deve saber se proteger de qualquer abertura por meio de contra-ataques.
Segundo Mestre Pastinha esta prática da capoeira possui forte aplicação da malícia e resistência. As consequências de qualquer descuido durante tal modalidade pode ter graves consequências, uma vez que certos golpes como martelo, rabo de arraia e chapa são mais viáveis do que quando realizados em pé.
Mestre Jogo de Dentro, cujo nome veio do seu estilo de jogar próximo ao adversário, aponta que o Jogo de Dentro deve ser jogado com muita proximidade e atenção, devendo os praticantes estarem totalmente concentrados na movimentação um do outro.
O jogo de dentro demanda um toque mais rápidos do berimbau, sendo considerado um dos mais bonitos.

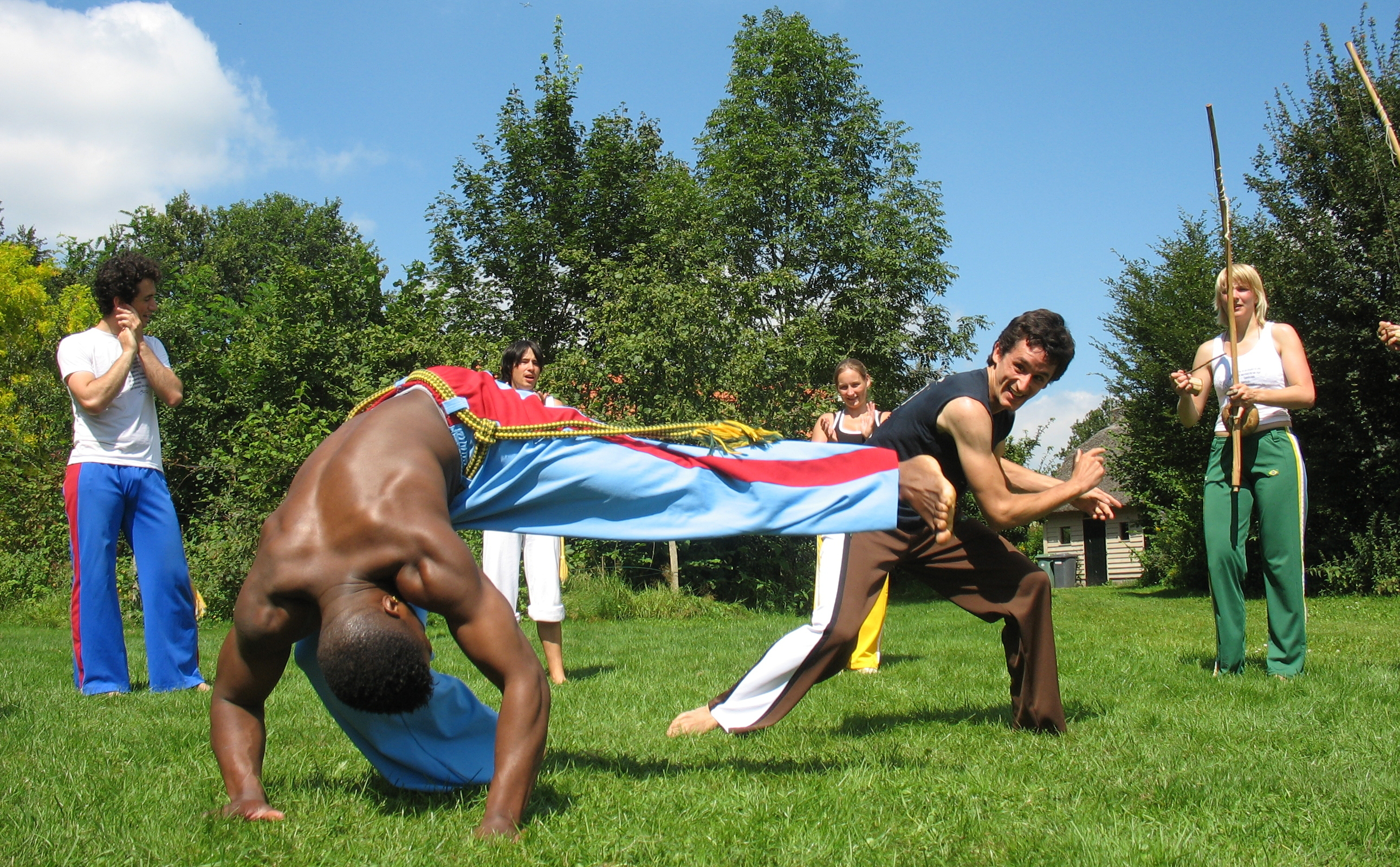
Golpe do rabo de arraia sendo demonstrado